# Child of deaf adult
Pour les articles homonymes, voir Coda.

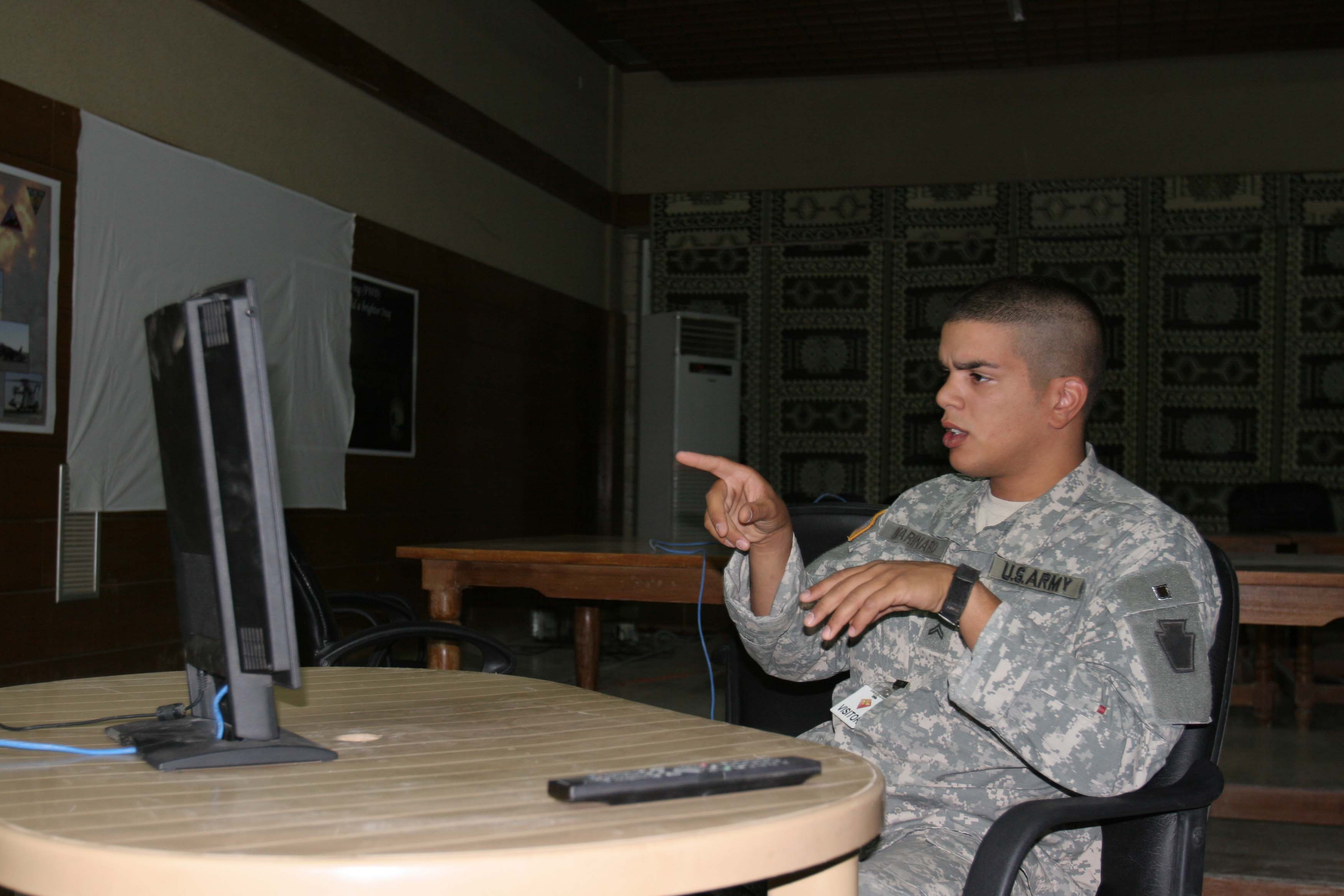
CODA communiquant avec ses parents en utilisant un système vidéo.

Un enfant entendant de parents sourds (EEPS), aussi communément désigné par l'acronyme anglais CODA (de Child of deaf adult), est une personne élevée par une ou plusieurs personnes sourdes, qui appartient à la culture sourde de par la fréquence de sa pratique d'une langue des signes et de sa participation à la vie sociale de la communauté sourde. Beaucoup de CODA sont bilingues, apprenant à la fois une langue parlée et son équivalent en langue des signes, et biculturels, car partageant à la fois la culture des sourds et des entendants.

## Étymologie

Logo de CODA-international

Millie Brother est à l'origine du terme Child of deaf adult lorsqu'il a fondé l'organisation CODA en 1983. Pour être un CODA, il faut réunir trois conditions :
- l’un des deux parents ou adulte de l’enfant doit être sourd ;
- la langue première ou langue dite privilégiée doit être la langue des signes ;
- l’enfant doit s’impliquer dans la communauté sourde.

### France
On traduit CODA en « enfant entendant de parents sourds » (EEPS). L’EEPS quant à lui ne respecte pas obligatoirement ces trois critères sauf l’un des deux parents de l’enfant doit être sourd. L'association CODA France est créé en janvier 2013 par Sonia Flore. L'association se donne pour missions :
- d'informer, soutenir et accompagner le parent sourd et son enfant entendant ;
- de donner la place d'enfant entendant et le parent sourd ;
- d'assurer le parent sourd de communiquer avec son enfant entendant en langue des signes.

CODA France souligne que la langue des signes est naturelle pour l'enfant entendant de parent sourd et déconseille d'utiliser son enfant entendant pour traduire pendant des réunions, des rendez-vous, etc..

## Statistiques
90 % des enfants nés de parents sourds peuvent entendre normalement.

## Mode de communication
Il y a trois possibilités de la communication entre les enfants entendants et les parents sourds:
- avec la voix (soit les parents oralisés soit les parents signants) ;
- avec la voix d'un parent et avec la langue des signes d'un autre parent ;
- avec la langue des signes.

## Personnalités CODA notables

### CODA réels

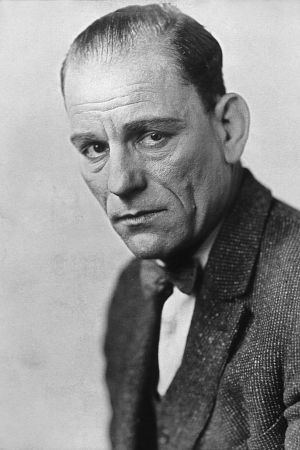
Lon Chaney, un acteur Coda de cinéma américain du temps du muet.

- Albert Camus (1913-1960), écrivain et philosophe français, prix Nobel de littérature ;
- Dennis Daugaard (1953-), un homme politique américain ;
- Edward Miner Gallaudet et son frère Thomas Gallaudet ;
- Sophie Bergé-Fino, réalisatrice pour l'émission L'œil et la main ;
- Costel Pantilimon (1987-), un footballeur international roumain ;
- Alexander Graham Bell ;
- Xavier Chiocci, un joueur français de rugby à XV ;
- Henri Giraud, secrétaire d'État.
- Lon Chaney, un acteur de cinéma américain du temps du muet.
- Richard Griffiths (1947-2013),  acteur de cinéma britannique connu pour le rôle Vernon Dursley, l'oncle antipathique de Harry Potter dans l'intégralité de la saga.
- Rachel Shenton, actrice connue pour avoir incarné Lily dans la série américaine Switched at Birth
- Bobby Allain; un gardien de football professionnel
- Véronique Poulain, une écrivaine

### CODA fictifs
- Abigail Sciuto ou Abby, interprétée par Pauley Perrette dans la série télévisée NCIS : Enquêtes spéciales ;
- Paula Bélier, interprétée par Louane, dans La Famille Bélier ;
- Ruby Rossi, interprétée par Emilia Jones, dans Coda, remake de La Famille Bélier ;
- Gil Grissom, interprété par William Petersen dans la série télévisée Les Experts ;
- Eun-gyeol, interprété par Ryeoun dans la série télévisée sud-coréenne Twinkling Watermelon.

## Sources
- Léa Lombardet, Parents sourds / Enfants entendants :  La transmission des langues et les pratiques langagières au sein de la famille,   Mémoire de M1 Sciences du Langage, Spécialité « Interprétariat Langue des signes française / Français », sous la direction de Mme Sophie Babault, université de Lille 3, 2012.
- Marion Blondel et Sonia Fiore, « Enfants entendants de parents sourds : comment rendre compte de l’éventail inattendu des combinaisons possibles entre visuel et sonore ? », Lidil, n°42, 2010, p.35-53.